# Taille (construction)
Pour les articles homonymes, voir Taille.
En construction, la taille désigne  la coupe, la division d'un corps, en lui retranchant certaines parties avec art et proportion pour lui donner une forme quelconque.
Taille de pierre
Techniques mises en œuvre pour donner à un bloc de pierre de taille une forme géométrique; forme qu'on donne aux lits, aux joints et aux parements des pierres, suivant la place à laquelle elles sont destinées; cette taille se fait non seulement pour leur donner la forme et la proportion qu'exige la place, mais aussi pour en ôter les parties mauvaises, comme le bousin et les masses irrégulières sur les joints et les parements.
- Taille rustiquée - Taille d'un parement qui n'est que dégrossi avec la pointe du marteau après les ciselures relevées.
- Taille layée ou finie - Taille de parement qu'on a rendue unie au moyen d'une boucharde, d'une laye ou d'une ripe.
- Taille ragréée - Taille qu'on fait sur le parement des assises d'un mur après leur pose, pour faire disparaître les petites saillies ou balèvres de l'arête d'une assise sur une autre : On emploie pour cette opération le marteau, la ripe, et quelquefois un morceau de grès qu'on nomme molette, pour en rendre la surface plus unie.
- Taille de balèvre - Après l'ouvrage posé, c'est la taille de l'excédant d'une dalle ou d'une marche sur celle adjacente.
- Taille préparatoire - Première taille droite faite sur le parement d'une pierre, auquel on a donné ensuite une forme circulaire
- Taille circulaire - Taille d'un parement concave ou convexe ; elle l'est en plan pour une assise, et en élévation pour un voussoir.
- Taille (Double) - Seconde taille faite sur une première ou sur un sciage, que l'on exécute sur un appui pour former le jet d eau ; sur une dalle pour creuser un caniveau; sur une assise pour dégager un bandeau ou une moulure de peu de saillie; On nomme aussi double taille celle qui a lieu après le piochement fait pour un refouillement ou un évidement d'angle ; elle consiste à hacher et laver les faces visibles de la pierre au droit de ses évidements.

Les termes suivants sont associés à la taille de la pierre :
- Taillant - Partie aiguë et déliée d'un outil ou instrument tranchant.
- Tailler - Action de couper, d'équarrir une pierre suivant les mesures et proportions voulues par la place qu'elle doit occuper.
- Tailleur de pierre - Celui qui taille, qui façonne les pierres après qu'elles ont été tracées par l'appareilleur: Il a pour outils le têtu, la masse, la pioche, la boucharde, la laye ou marteau bretelé, le riflard, l'équerre, la fausse équerre, la ripe, le ciseau, et enfin le maillet.
- Tailloir - Morceau de pierre parfaitement carré qui ' couronne et sert comme de couvercle aux vases ou tambours des chapiteaux des colonnes et pilastres : Pour tous les chapiteaux, excepté celui du toscan, il est orné de moulures ; lorsqu'il n'en a point, on le nomme plinthe ou abaque.

En marbrerie
- Taille Brute - Nom de la taille que l'on fait avec le ciseau sur les parements ou sciages des tranches de marbre pour les dresser avant de les polir
- Taille apparente - On nomme ainsi la taille faite pour profiler une moulure, faire une feuillure, un élargissement quelconque
- Taille d'ébauche - Il se dit de la taille que l'on fait pour évider un angle, un pan coupé et d'autres fortes tailles qui peuvent être considérées comme cube jeté bas
- Taille d'épaisseur- Voir équarrissage
- Taille gradinée, taille bouchardée - Et l'autre de ces tailles sont brutes et empruntent leur nom de l'outil avec lequel on les exécute - Ces tailles ne se font ordinairement que sur des granits destinés à faire des bornes, marches, assises, etc.

En menuiserie
Taille ou Coupe désigne la division et l'assemblage des bois pour en former un tout; Tailler - Action de couper une pièce de bois suivant les mesures de la place qu'elle doit occuper, et en faire les assemblages